# Atlas (góry)

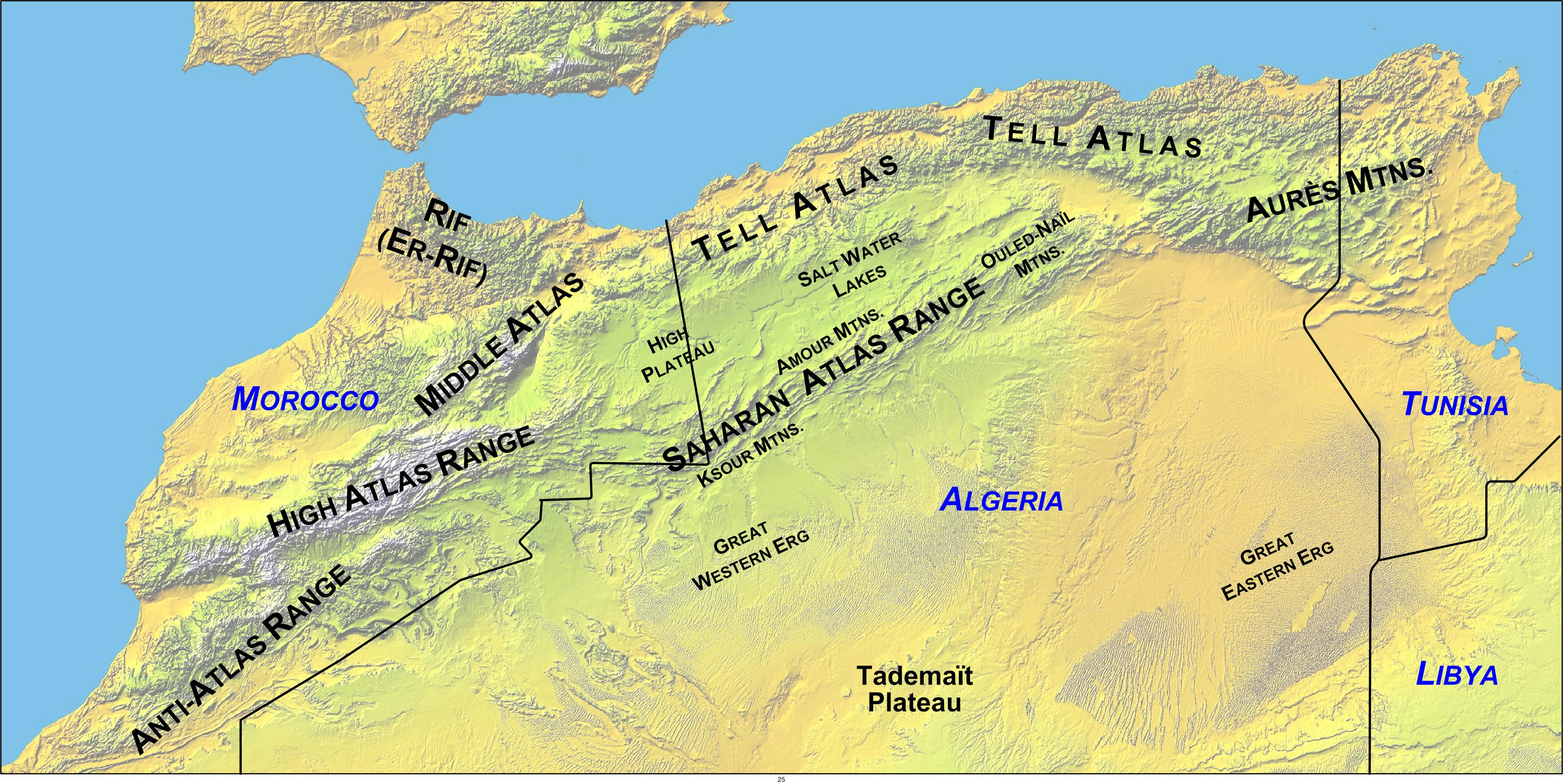
Podział gór Atlas w Afryce północnej

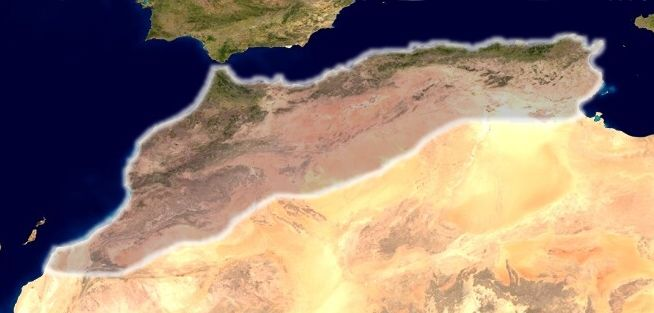
Góry Atlas z satelity

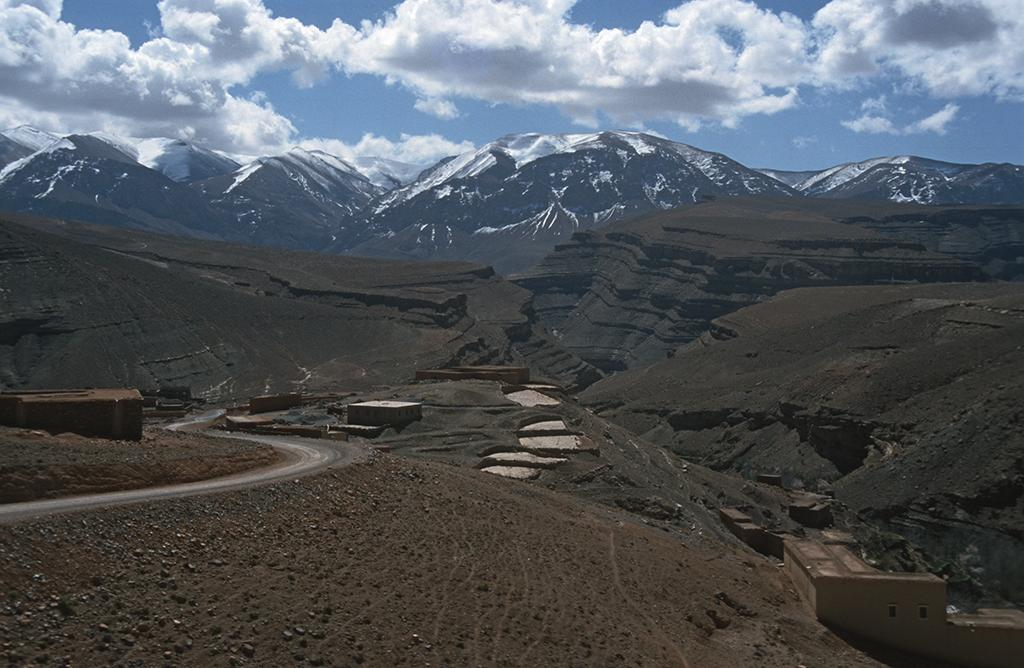
Panorama gór

Atlas (arab. ‏جبال الأطلس,‎, tamazight ⵉⴷⵓⵔⴰⵔ ⵏ ⵡⴰⵟⵍⴰⵚ) – łańcuch górski w Afryce. Rozciąga się na przestrzeni ponad 2000 km od wybrzeży Oceanu Atlantyckiego po Zatokę Kabiską na Morzu Śródziemnym. Znajduje się na terytorium trzech państw: Maroka, Algierii oraz Tunezji. Dzieli się na dwie części, zewnętrzną (nadbrzeżną) i wewnętrzną, rozdzielone Wyżyną Szottów i Mesetą Marokańską.
Zostało wypiętrzone podczas fałdowań alpejskich. Są to najmłodsze tektonicznie alpidy.
Panuje tam klimat podzwrotnikowy, roślinność śródziemnomorska
z resztkami wytrzebionych w znacznym stopniu lasów cedrowych i cyprysowych. Najwyższym szczytem jest Dżabal Tubkal (4167 m n.p.m.).
Podział Atlasu na pasma:
- Atlas Wysoki
- Atlas Średni
- Rif
- Atlas Tellski
- Atlas Saharyjski
- Antyatlas

Powstanie gór Atlas wiąże się z kolizją nasuwających się z południa bloków kontynentalnych Afryki, i kilku mikropłyt basenu śródziemnomorskiego z pd. wybrzeżami kontynentu Europy w wyniku czego zostały sfałdowane i wypiętrzone.